# Mario Loja
Mario Loja est un footballeur portugais né le 27 décembre 1977 à Setúbal. Il évolue au poste de défenseur central.

## Biographie
Mario Loja a joué un total de 152 matchs en 1re division portugaise. Il a également joué 64 matchs en Ligue 2 sous les couleurs de l'US Créteil.
Il possède en outre six sélections en équipe du Portugal des moins de 21 ans.

## Carrière
- 1996-2001 :  Vitória Setúbal
- 2001-2004 :  Boavista
- 2004-2005 :  Beira-Mar
- 2005-2009 :  US Créteil-Lusitanos
- 2009-2010 :  FC Arouca
- 2010-2011 :  Boavista FC[1],[2]

## Statistiques
- 9 matchs et 0 but en Ligue des Champions
- 10 matchs et 0 but en Coupe de l'UEFA
- 152 matchs et 0 but en 1re division portugaise
- 22 matchs et 0 but en 2e division portugaise
- 64 matchs et 1 but en Ligue 2
- 59 matchs et 0 but en National